# 305953 Josiedubey
305953 Josiedubey este o planetă minoră (asteroid) din centura de asteroizi. A fost descoperită pe 20 aprilie 2009 la Mayhill⁠(d) de Norman Falla⁠(d). 
Obiectul prezintă o orbită caracterizată de o semiaxă mare de 2,7539415969331 UAi, o excentricitate de 0,15, o înclinație de 12,8 ° în raport cu ecliptica.